# Криковцы
Криковцы́ (укр. Криківці) — село на Украине, находится в Немировском районе Винницкой области.
Код КОАТУУ — 0523084401. Население по переписи 2001 года составляет 584 человека. Почтовый индекс — 22834. Телефонный код — 4331.
Занимает площадь 2,982 км².

## Адрес местного совета
22834, Винницкая область, Немировский р-н, с. Криковцы